# Aérospatiale Ludion
Die Aérospatiale SA-610 Ludion (Ludion = Kadett) ist ein einsitziges Versuchsflugzeug für Senkrechtstart und -landungen aus Frankreich.

## Geschichte
Die Ludion war ein winziger, unorthodoxer Senkrechtstarter, der 1967 bei der Pariser Luftfahrtschau vorgeführt wurde. Die Ludion bestand aus wenig mehr als einem Stuhl, hinter dem zwei nach unten weisende Raketentriebwerke mit Schubvektorsteuerung und die Treibstofftanks montiert waren. Die Ludion konnte einen Piloten und 30 kg Nutzlast bis zu 700 m weit und in eine Höhe von bis zu 200 m tragen. Das außergewöhnliche Triebwerk bestand aus einer monovalenten Brennkammer, der unter Druck Isopropylnitrat (AVPIN) zugeführt wurde, das mittels eines Katalysators gezündet wurde. Die in der Brennkammer erzeugten Gase wurden unter hohem Druck durch zwei von Jean Bertin konstruierte Schubverstärkerrohre beidseitig des Pilotensitzes leicht schräg nach außen unten ausgestoßen.
Das Gase in den Schubverstärkerröhren, das durch Raketendüsen eingebracht wurde, hatte in den oberen Öffnung der Röhren eine Sogwirkung, so dass an den Innenseiten der Luftstrom als aerothermodynamischer Kanal die Schubverstärkerröhren vor der Hitze und kinetische Energie der Strömung geschützt wurde.
Die Ludion ist im Musee d'L'Air, in Le Bourget, Paris ausgestellt.

## Technische Daten
- Besatzung: 1
- Kapazität: Zuladung 30 kg
- Länge: 1,95 m
- Breite: 1,485 m
- Höhe: 1,6 m
- Leergewicht: 90 kg
- Bruttogewicht: 170 kg
- Triebwerk: 1 × SEPR S178 Isopropylnitrat (AVPIN) Zersetzungsgasgenerator mit Schubverstärkerröhren[1]